# 巴杜尔塔拉
巴杜尔塔拉（孟加拉语：বাদুরতলা）是孟加拉国的一个村庄，位于该国中南部巴里萨尔专区的巴里萨尔县。